# Linguiça
A linguiça (FO 1943: lingüiça) é um enchido (embutido) em forma de salsicha, feito de carne de porco, de aves, de carneiro, de bovinos e até mesmo peixes ou frutos do mar, temperado com cebola, alho e páprica e outras especiarias. Pode ser consumida fresca após preparada ou sofrer processo de cura e conservação por meio de defumação. 
Na sua variedade portuguesa tem sabor similar ao chouriço, entretanto seu tempero normalmente é muito mais leve que o tempero do chouriço. Fora de Portugal a linguiça é popular no Brasil, além disso, na Nova Inglaterra e no Havaí, é designada Portuguese Sausage, traduzida literalmente por "salsicha portuguesa", e faz parte de menus por todo o mundo.

## História
Nos primeiros tempos, quando o caçador abatia um animal maior do que as suas necessidades, picava alguns pedaços pequenos de sua carne, temperava-os com sal e ervas aromáticas e os embutia nas tripas e bucho (previamente lavados) destes animais.
Petrônio (c. 27–66), no Satíricon, descrevendo a cena de Trimalchion, verseja: "umas linguiças fumegavam numa churrasqueira de prata, e, embaixo da churrasqueira,  havia ameixas, damascos e grãos de romã", e, mais adiante, num outro trecho: "o cozinheiro colocou o avental, pegou a faca e com a mão trêmula deu vários cortes na barriga do animal (do porco). Logo depois, pelas perfurações alargadas com habilidade, começaram a sair, devido a inclinação, pencas de chouriços e linguiças."
No Império Romano, eram consumidos vários tipos de embutidos. Os embutidos recebiam o nome de farcimina. Dentro deste universo, havia os hillae, os circelli, os spirulae e os botulus.

## Etimologia
A palavra "linguiça" é relacionada com a palavra italiana luganega, que tem seu nome originado nos lucanianos, uma tribo itálica que já comandou parte da atual região de Basilicata; possivelmente os romanos aprenderam a arte de fazer salame desta tribo.

## Legislações

### No Brasil
A Instrução Normativa N.º 4/2000 definiu parâmetros para as denominações oficiais de linguiça calabresa, linguiça portuguesa, linguiça toscana e paio.

### Em Portugal
Segundo a Direção-Geral da Alimentação e Veterinária de Portugal (DGVA), a linguiça é um: «Enchido fumado, constituído exclusivamente por carne e gordura de porco picadas, adicionadas de condimentos e, eventualmente de aditivos.» Para um produto ser considerado uma linguiça em Portugal, precisa de ter essencialmente carne de suíno e gordura rija de suíno e opcionalmente: água, couratos, massa de pimentão, colorau, alho, sal, sangue e/ou
hemoglobina em quantidade necessária para reforçar a cor, vinho, açúcar e/ou dextrose, especiarias e proteínas de origem animal. Além disso, também pode conter tripas naturais ou semissintéticas, provenientes de fibras animais reconstituídas e também pode ser utilizado um recobrimento de natureza colagénea ou vegetal, próprio para uso alimentar e aplicado por processo tecnológico adequado.